# R J Balson & Son
R J Balson & Son là một công ty chế biến thịt ở Bridport, Dorset, Anh. Theo Institute for Family Business, R J Balson & Son là công ty gia đình có lịch sử nối tiếp lâu đời nhất ở Anh. Công ty thuộc sỡ hữu của gia đình Balson từ năm 1515 khi Robert Balson thuê một gian hàng nhỏ ở Bridport.
Kể từ năm 1892, trụ sở công ty được chuyển về số 9 West Allington, Bridport,, gần trụ sở cũ.
Công ty xuất hiện trên chương trình Hidden Histories: Britain’s Oldest Family Businesses của đài BBC4, phát sóng ngày 15 tháng 1 năm 2014.